# Departament d'Antiguitats Orientals del Museu del Louvre
El Departament d'Antiguitats Orientals del Museu del Louvre conserva els objectes procedents d'una regió situada entre l'actual Índia i la mar Mediterrània (Turquia, Síria, l'Iraq, el Líban, Israel, Jordània, l'Aràbia Saudita, l'Iran, Afganistan…). El museu assiri del Louvre, fundat el 1847, i després, adscrit al «Departament d'Antiguitats», va ser el primer en el món dedicat a les antiguitats orientals. El «Departament d'Antiguitats Orientals» pròpiament dit es va crear l'any 1879. Al llarg del segle xix i la primera meitat del segle xx, les col·leccions es van enriquir gràcies a les excavacions realitzades per arqueòlegs francesos en tot el Mitjà i el Pròxim Orient, incloent els jaciments de Khorsabad, Susa, Mari i Ugarit. Posseeix-ne una de les tres col·leccions més grans del món -junt al Museu Britànic i al Museu de Pèrgam- amb més 100.000 objectes. El departament presenta unes 6500 obres en una trentena de sales, incloent obres mestres universals com: l'Estela d'Hammurabi, Cartes d'Amarna, Estàtua d'Ebih-Il…
Des del Neolític, moltes civilitzacions s'han succeït en aquesta regió, on s'aprecia un notable aparell, en particular, d'administració política, militar i religiosa. És també el lloc de naixement de l'escriptura, que va fer la seva aparició sobre el 3300 aC. a Uruk (Mesopotàmia).
El Museu del Louvre té tres col·leccions dintre d'aquest departament, que es divideix d'acord amb els conjunts geogràfics i culturals:
- Mesopotàmia (Sumer, Babilònia, Assíria, Anatòlia…)
- Pèrsia
- Els països de l'Orient Mitjà (Lydia, Lícia, Cilícia, Fenícia, Xipre)

## Galeria

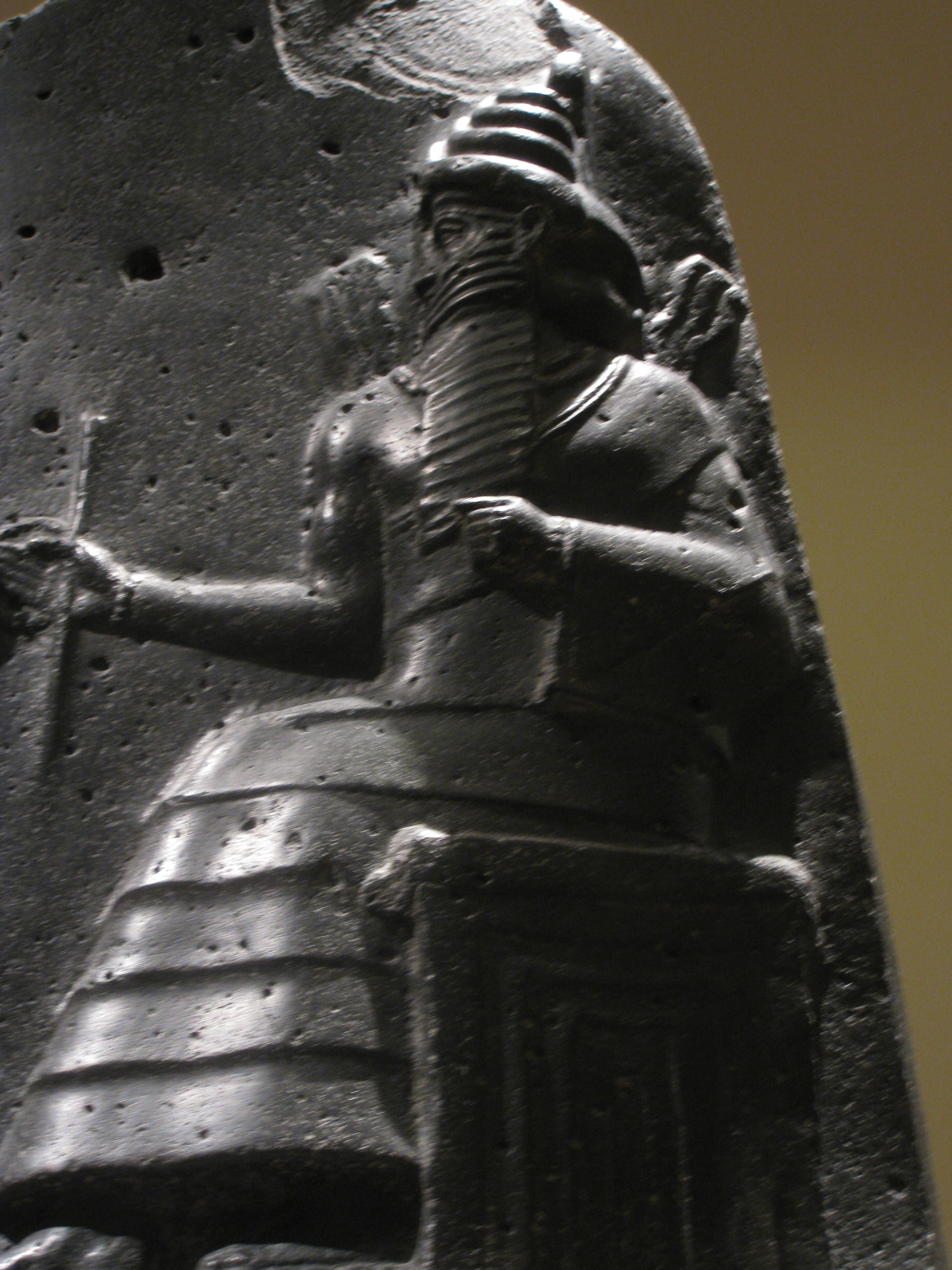
Shamash, detall de l'Estela d'Hammurabi.
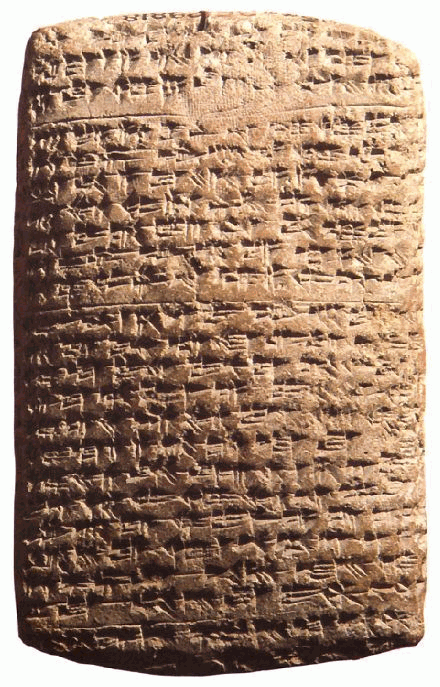
Una de les cartes d'Amarna
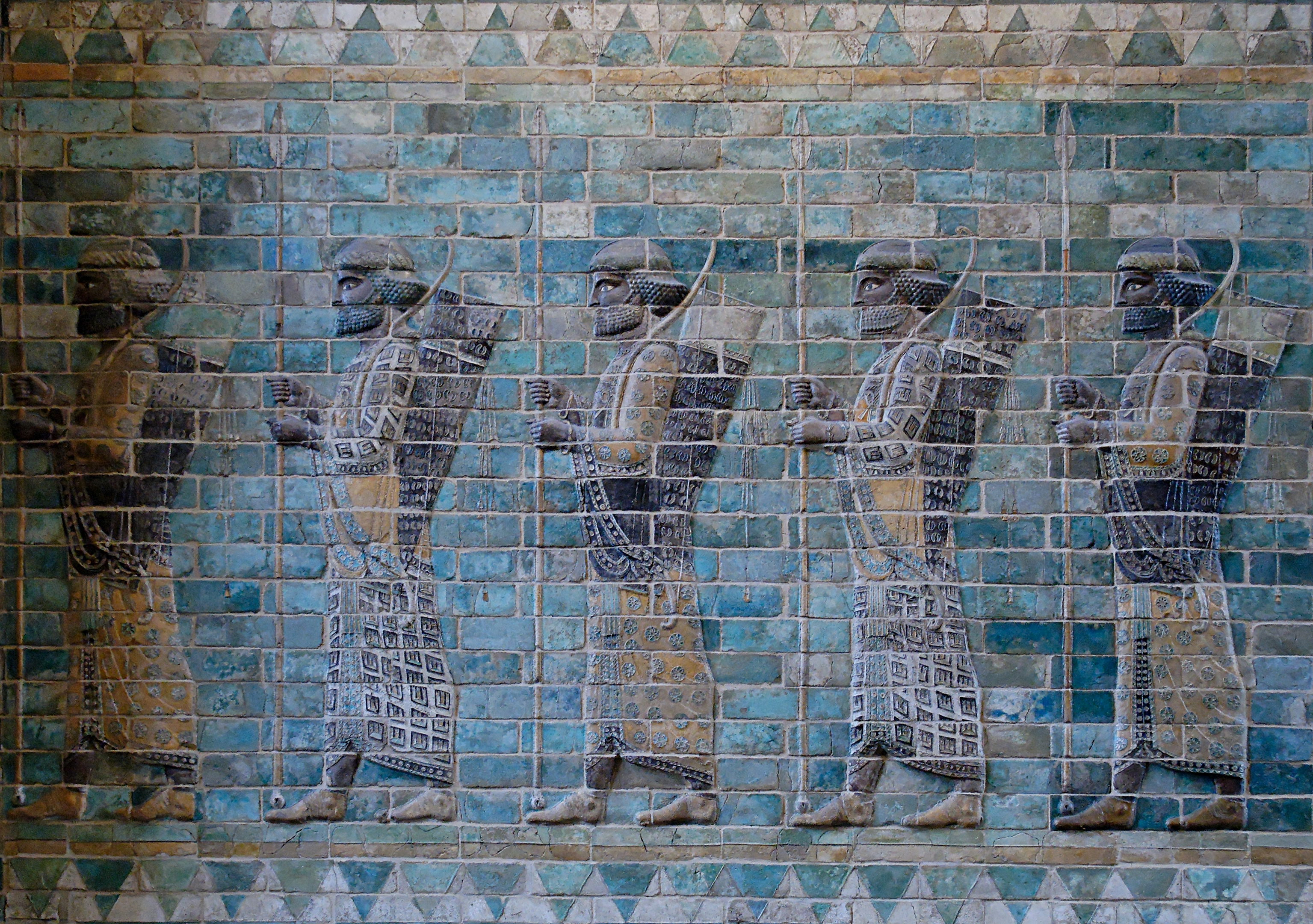
Fris dels arquers de Darios
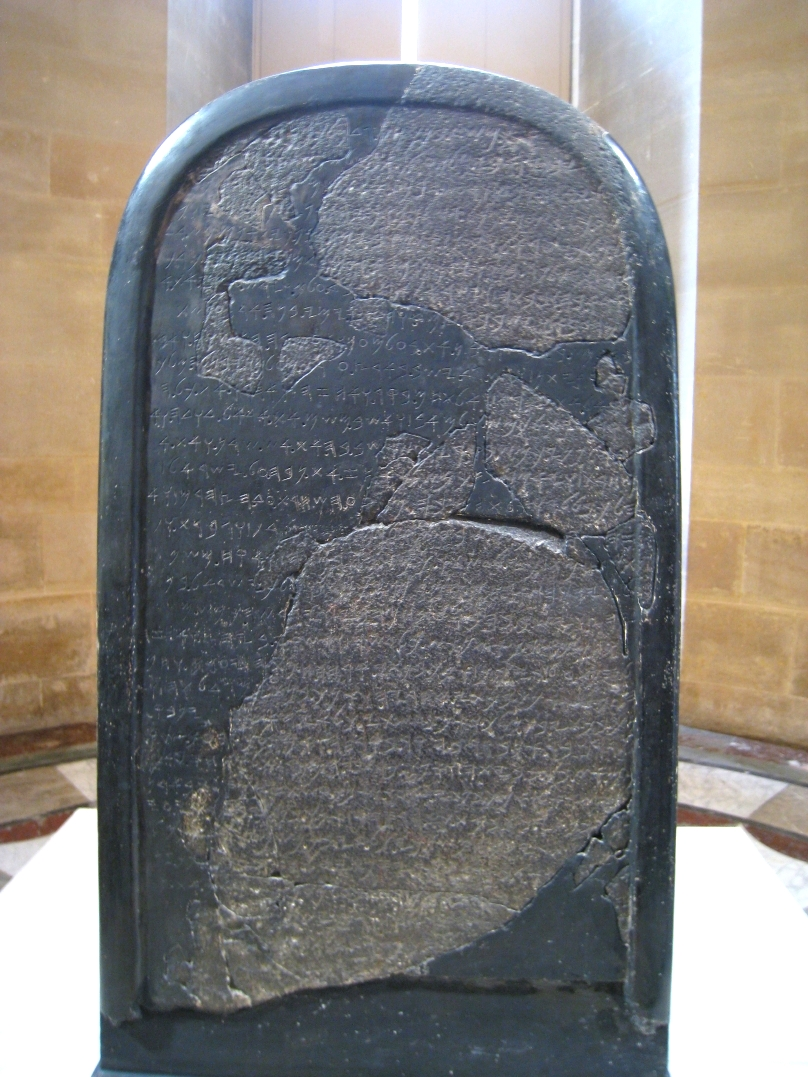
Estela de Moab
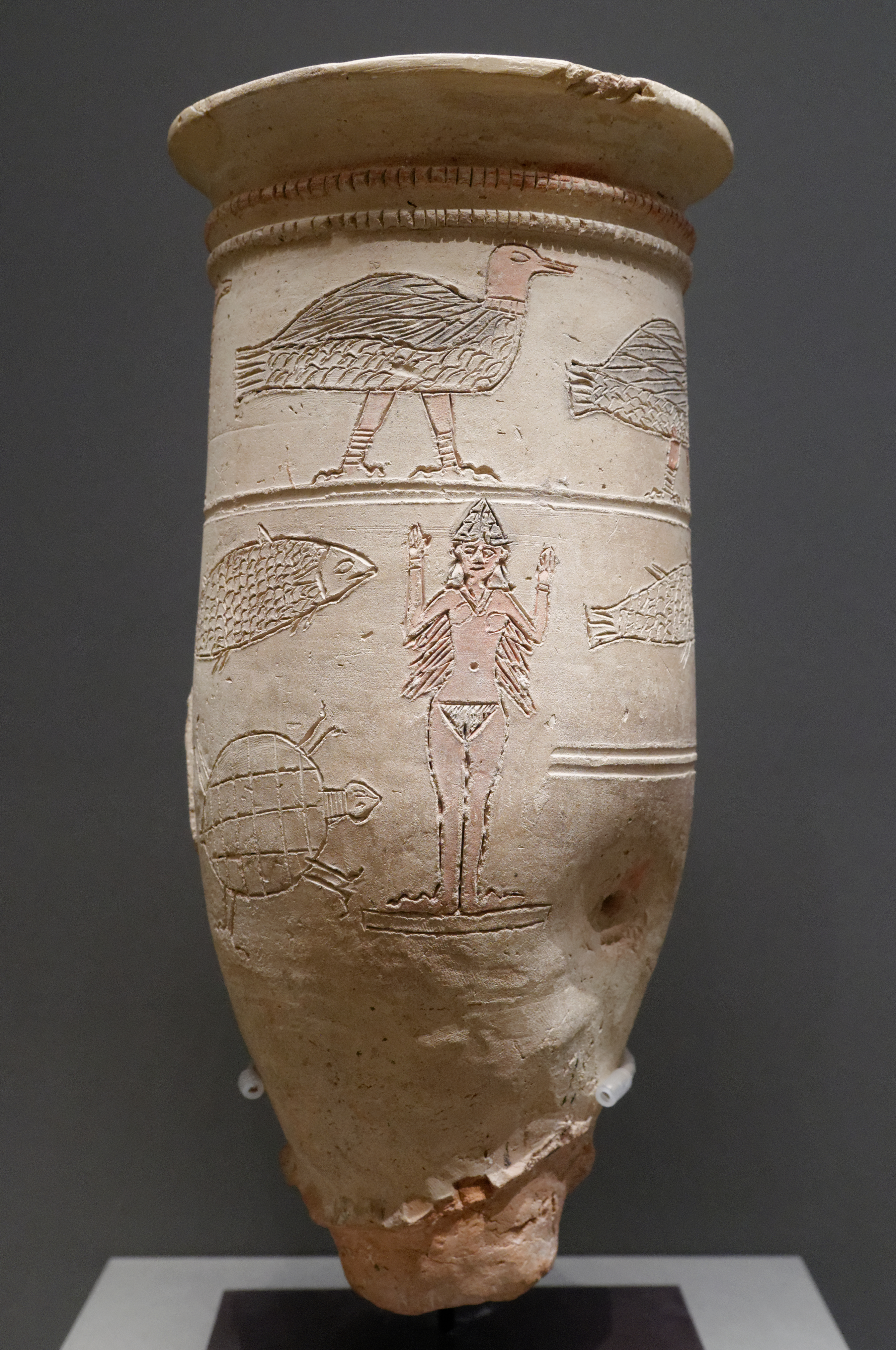
Vas d'Istar
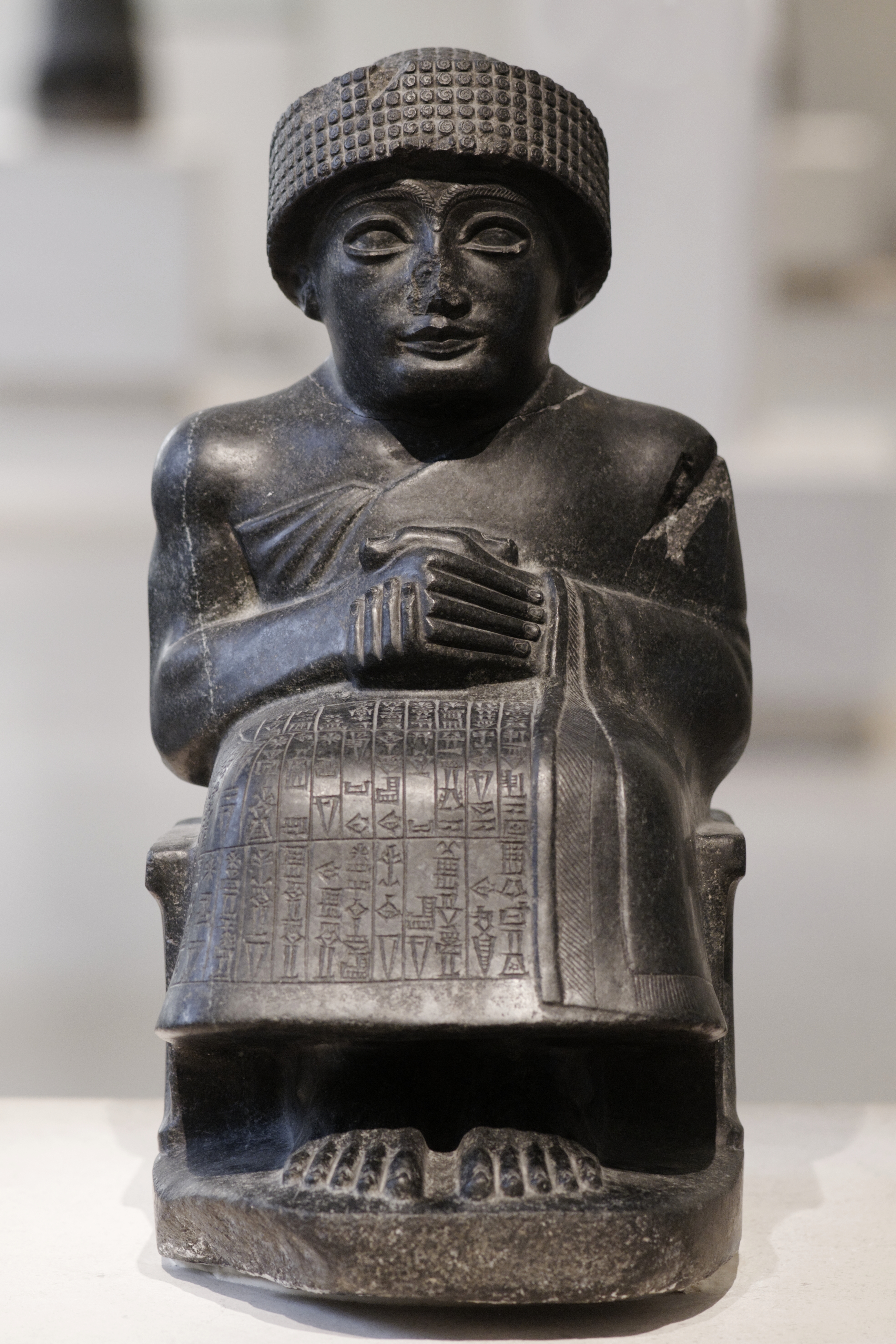
Estàtua sedent del príncep Gudea